# Sistemi operativi Apple
Questo articolo presenta un elenco di sistemi operativi prodotti da Apple.

## Computer Apple
L’Apple I veniva venduto senza sistema operativo.
- Apple II
  - Apple DOS
  - ProDOS
  - GS/OS
- Apple III
  - Apple SOS
- Apple Lisa

## Macintosh
- System 7

- Mac OS 8
- Mac OS 9
- Mac OS X Public Beta
- Puma
- Jaguar
- Panther
- Tiger
- Leopard
- Snow Leopard
- Lion
- Mountain Lion
- OS X Mavericks
- OS X Yosemite
- OS X El Capitan
- macOS Sierra
- macOS High Sierra
- macOS Mojave
- macOS Catalina
- macOS Big Sur
- macOS Monterey
- macOS Ventura
- macOS Sonoma

## iOS
- Newton OS
- iPhone OS 1
- iPhone OS 2
- iPhone OS 3
- iOS 4
- iOS 5
- iOS 6
- iOS 7
- iOS 8
- iOS 9
- iOS 10
- iOS 11
- iOS 12
- iOS 13
- iOS 14
- iOS 15
- iOS 16
- iOS 17

## Altri sistemi operativi
- watchOS
- tvOS
- audioOS
- iPadOS